# Джафура (родовище)
Джафура – родовище (басейн) сланцевого газу на сході Саудівської Аравії.

## Геологічна інформація
Басейн еліптичної форми розташований на схід від найбільшого нафтового родовища світу Гавар, він витягнувся з півночі на південь на 170 км та має до сотні кілометрів у ширину. Найбільший інтерес у басейні викликає формація Тувейк-Маунтін (Tuwaiq Mountain), яка залягає на глибині біля 2 км та містить багаті на органічний матеріал вуглисті сланці. Також певний потенціал мають розташовані над нею формації Ханіфа та Джубайла. Всі вони сформувались у юрському періоді в умовах внутрішньошельфового басейну на околиці океану Неотетіс.
Тувейк-Маунтін має пористість від 5% до 12% та дуже низьку проникність. Втім, незважаючи на останнє, саме міграція вуглеводнів з Тувейк-Маунтін (та Ханіфа) у висхідному напрямку до пастки в формації Араб була процесом, який призвів до появи зазначеного вище Гавару. 
Газ басейну багатий на гомологи метану (зріджені вуглеводневі гази та конденсат), що є вкрай важливим для рентабельної розробки ресурсів Джафури.

## Запаси
Видобувні ресурси басейну наразі оцінюються від 1,2 до 4,3 трлн м3 газу та від 0,9 до 8,3 млрд барелів конденсату.
Компанія Saudi Aramco повідомила, що очікує отримати з Джафури понад 5 трлн м3 за період розробки, що триватиме від 50 до 100 років. При цьому проект розробки передбачає вихід у 2030 році на добовий рівень у 57 млн м3 товарного газу, майже 12 млн м3 етану та 630 тисяч барелів інших ЗВГ та конденсату.

## Розробка
Розробку басейну планується провадити за допомогою технології багатостадійного гідророзриву у свердловинах з горизонтальними ділянками.
Наприкінці 2010-х реалізували проект дослідної експлуатації, який, зокрема, передбачав прокладання 310 км внутрішньопромислових трубопроводів діаметром 114 мм та трубопроводу довжиною 68 км до розташованого західніше родовища Гермаллія (Hermalliyah), яке, в свою чергу, вже під’єднане до газопереробного заводу Гавія.
В 2021-му провели тендер на роботи за першим етапом повномасштабної розробки Джафури. При цьому були розподілені контракти загальною вартістю біля 10 млрд доларів США, зокрема, на спорудження газопереробного заводу Джафура та прокладання біля 1500 км внутрішньопромислових та експортних трубопроводів.
В 2023-му завершили тендер на роботи другого етапу, які також в сукупності коштуватимуть біля 10 млрд доларів США та передбачатимуть спорудження другої черги ГПЗ Джафура і установки фракціонування Ріяс.
Запуск першої черги запланований на 2025 рік, другої – на 2027-й.